# Hauser i Menet

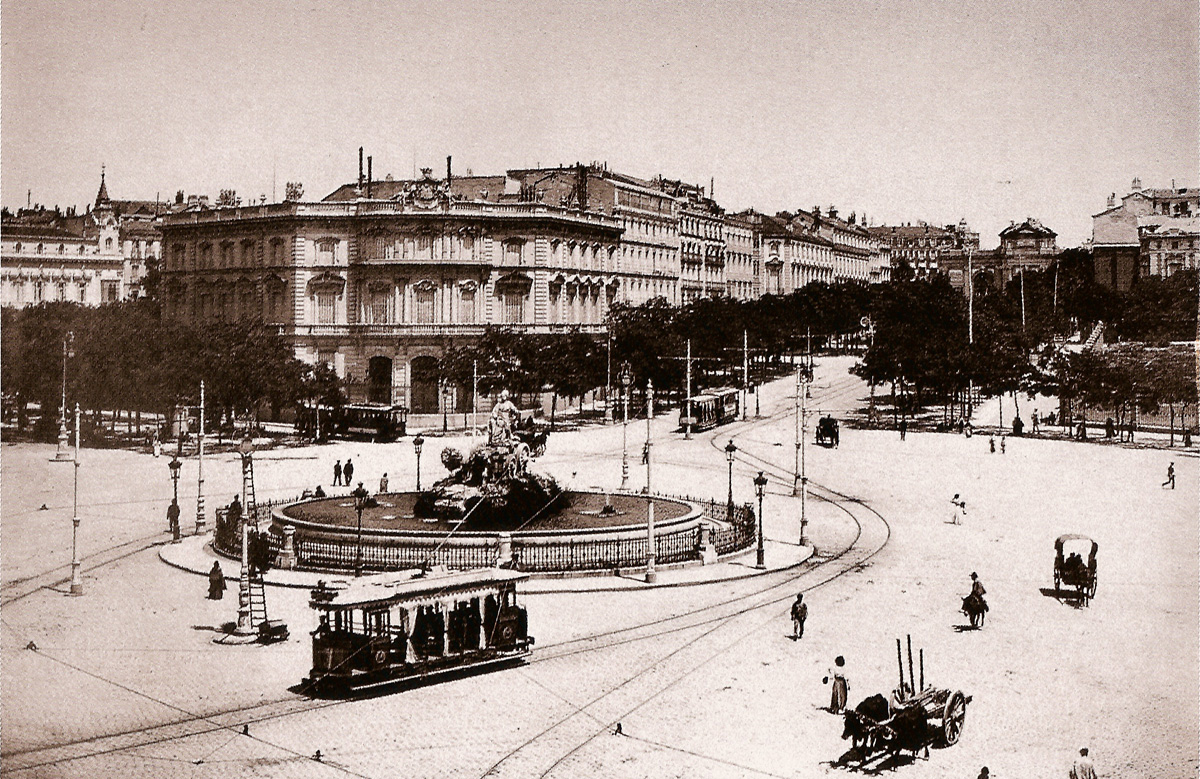
Vista de la Plaça de Cibeles cap a 1900-1905, editada en fototípia per Hauser i Menet.

Hauser i Menet va ser una impremta d'arts gràfiques espanyola, constituïda a Madrid l'any 1890, pels fotògrafs suïssos Oscar Hauser Muller i Adolf Menet Kurstiner. Va destacar pels seus treballs en fototípia i la impressió de targetes postals, algunes de les col·leccions de les quals es guarden en diverses institucions internacionals.

## Història
L'any 1888, Adolf Menet (que havia fet amistat a París amb el seu compatriota i també fotògraf Oscar Hauser), va abandonar la capital francesa per treballar a Madrid al servei de la Societat Artística Fotogràfica. Dos anys després, els dos suïssos van crear la "Societat Regular Col·lectiva Hauser i Menet" amb un capital inicial de 50.000 pessetes de l'època, que els va permetre adquirir una fototípia i instal·lar-se inicialment al carrer del Desengaño núm. 11. Van romandre en aquesta ubicació fins a l'any 1891, quan es van traslladar al número 30 del carrer de la Ballesta. Un any després van encarregar al fotògraf Francisco Pérez Linares una sèrie general de vistes d'Espanya, amb destinació a l'Espanya Il·lustrada, que van aparèixer a partir de 1897 com a postals a la venda de forma individual. Hauser i Menet n'arribaria a editar més de 2.300 vistes. Un dels seus principals clients en aquells anys va ser el Butlletí de la Societat Espanyola d'Excursions. També poden destacar-se els treballs per a la revista Blanco y Negro, així com les sèries de 20 postals iniciades l'any 1899.
La seva època daurada va coincidir amb la febre pel col·leccionisme de postals a Europa d''inici del segle xx, arribant-ne a editar mig milió al mes l'any 1901. Van assolit aquesta xifra malgrat la competència d'altres impremtes especialitzades (com a les de Jean Laurent, Rom i Füssel o Sáez Calleja). Entre els seus clients d'aquest període hi podem trobar Antonio Cánovas del Castillo, els esmentats Rom i Füssel, Lanburu Germanes, i fins i tot la Companyia dels Ferrocarrils de Madrid a Saragossa i Alacant (MZA).[7]
Oscar Hauser va tornar a Suïssa per motius de salut l'any 1919, on va morir pocs mesos després. Adolf Menet, per la seva banda, va dirigir l'empresa fins a la seva mort el 6 d'agost de 1927, en què va passar al seu fill, Adolfo Menet Alonso (mort prematurament l'any 1939), i que es va associar amb Pérez Linares. L'any 1939 va passar a mans d'Alberto Wickle, fins que el 31 de desembre de 1959 es va convertir en societat anònima. En el seu últim període, Hauser i Menet va produir publicacions com a Triunfo, La calle, Sábado Gráfico, Hola! i Interviú.[8]
Després de gairebé un segle d'existència, Hauser i Menet Societat Anònima es va declarar en suspensió de pagaments l'any 1979. Un pla de viabilitat va aconseguir que subsistís fins a 1996, en què definitivament va desaparèixer.